# 福満寺 (柏市)
福満寺（ふくまんじ）は、千葉県柏市にある天台宗の寺院。

## 歴史
桓武天皇の御代（781年 - 806年）、権大僧都尊慶によって開山された。印西市の泉倉寺の末寺である。中世に大いに寺運興隆したが、戦国時代以降、4回も火事に遭い、多くの寺宝を失っている。
中世期の寺運興隆を反映して、境内には多くの板碑や堂宇を有している。中でも観音堂にある観音菩薩像は聖徳太子の作で、坂巻若狭守の守本尊と伝えられている。4回に及ぶ火災の難を免れていることから「火伏せの観音」の異名を持つ。住職一代ごとの開帳しか許されない秘仏である。
かつての境内は、隣の大井香取神社の境内も含み、広範囲に及んでいた。当寺の山門は鐘楼と一体化した鐘門となっている。当時の住職恵深が秘仏の観音像を背負い、房総三国（安房国・上総国・下総国）を巡錫して寄付を募ったという。

## 交通アクセス
- 路線バス大井停留所より徒歩10分。